# Кильдуразы
Кильдуразы — железнодорожная станция в Апастовском районе Татарстана. Входит в состав Куштовского сельского поселения.

## География
Находится в западной части Татарстана на расстоянии приблизительно 11 км на запад-юго-запад от районного центра посёлка Апастово на железнодорожной линии Ульяновск-Свияжск.

## История
Основан в 1942 году.

## Население
Постоянных жителей было в 1989 году — 349. Постоянное население составляло 361 человек (татары 73 %) в 2002 году, 299 — в 2010.